# Huwelijk

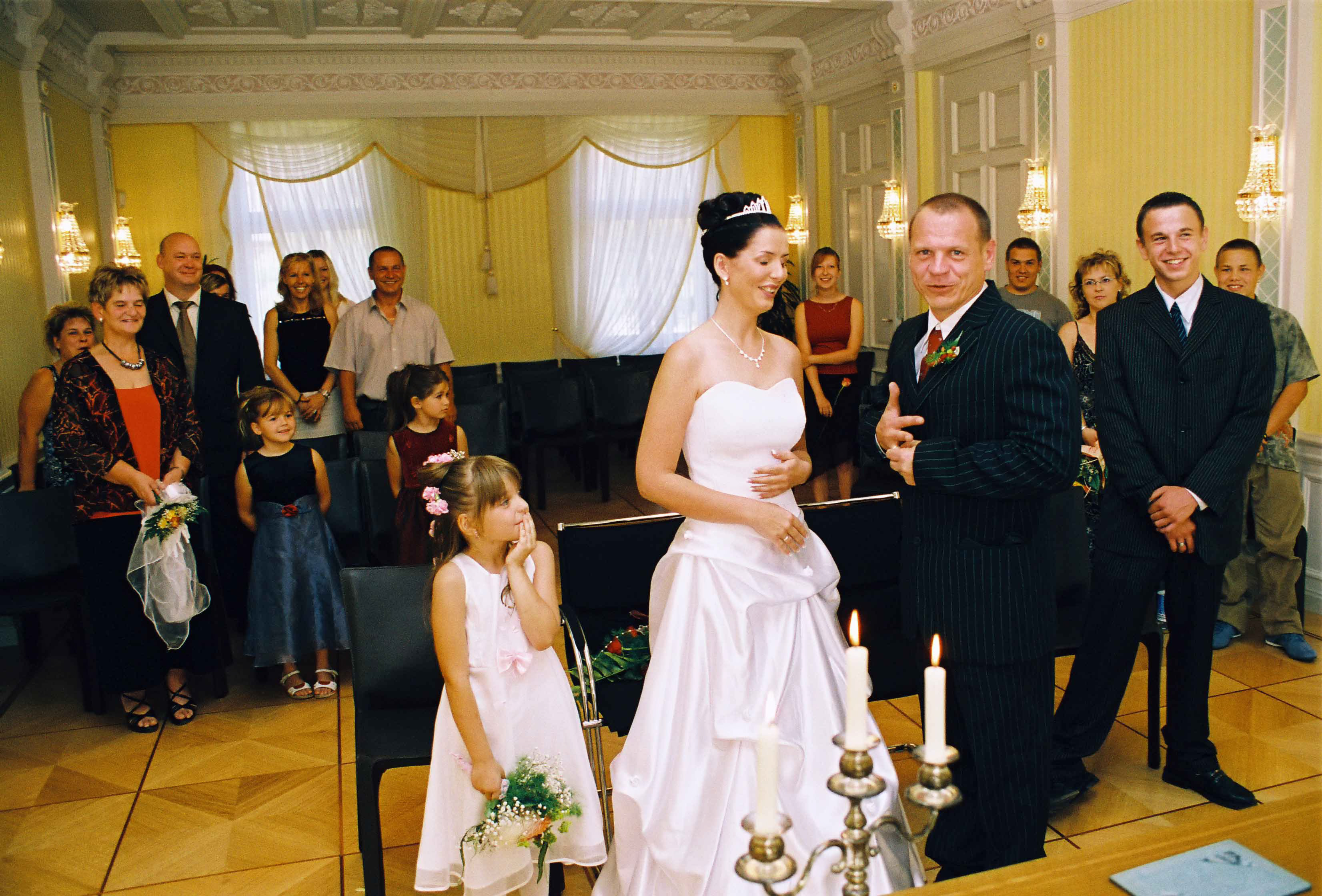
Een huwelijksceremonie in Duitsland, 2005

Het huwelijk of matrimonium is een samenlevingsvorm die wereldwijd sinds duizenden jaren van belang is als economische, juridische, religieuze en/of sociale vorm van het onderhouden en structureren van duurzame vriendschappelijke en seksuele relaties, familieverbanden, arbeidskracht en bezit, geregeld door burgerlijk recht, religieus recht en/of gewoonte en traditie.
Met de opkomst van de Rooms-Katholieke Kerk met een eigen kerkelijk rechtssysteem, is het onderscheid ontstaan tussen het kerkelijk of religieus huwelijk enerzijds en het burgerlijk huwelijk anderzijds. In de 19e en 20e eeuw vormde het huwelijk in België, Nederland en andere Westerse landen veelal de fundering van het gezin.
Concept, vorm en invulling van het huwelijk is afhankelijk van de historische en culturele context en hangt ook samen met de religieuze en maatschappelijke overtuiging van de echtgenoten en de families waaruit zij voortkomen. In sommige landen worden onderscheiden het heterohuwelijk tussen mensen van verschillend, en het homohuwelijk tussen mensen van hetzelfde geslacht, waarmee niet is gezegd dat partners in een gemengd huwelijk hetero van geaardheid zijn. Het Nederlands burgerlijk recht kent dit onderscheid niet.
Bij het aangaan van een huwelijk heet een mannelijke huwelijkspartner een bruidegom, en een vrouwelijke een bruid. Bij een heterohuwelijk spreekt men van de bruidegom en de bruid.

## Geschiedenis

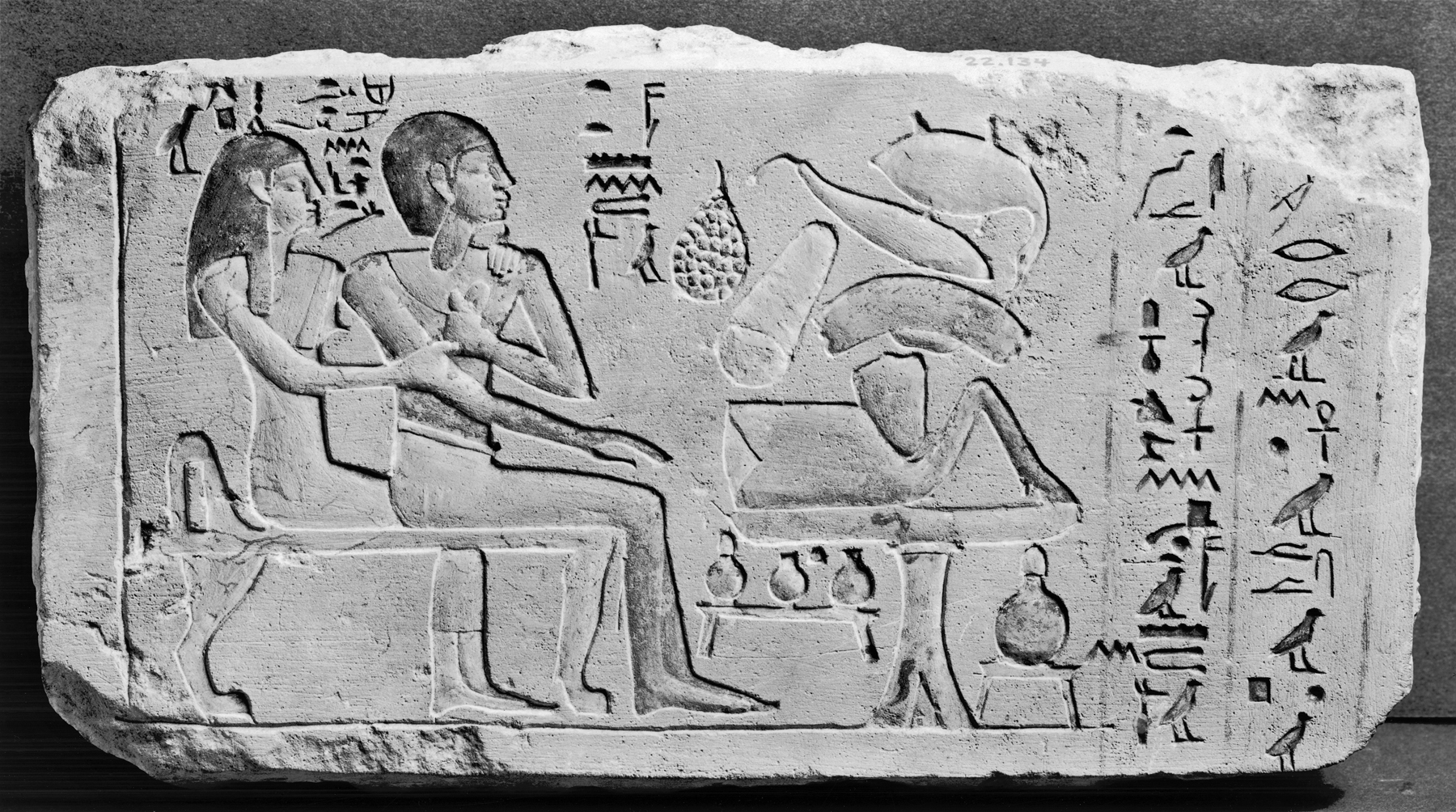
Egyptisch reliëf, echtpaar met huwelijksgiften, ca 2000 v.Chr

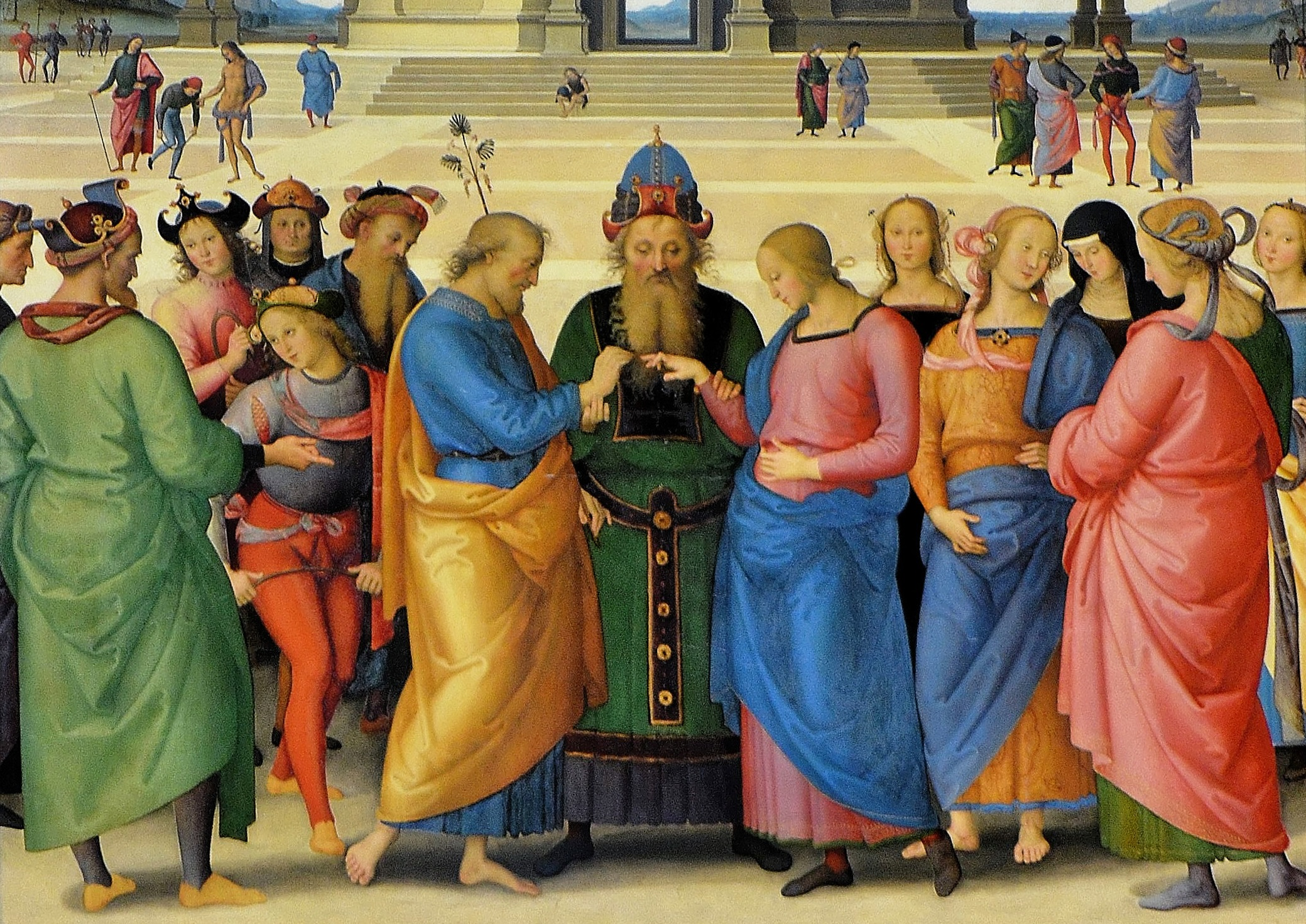
Huwelijk tussen Maria en Jozef

Het oud Romeins recht regelde de seksuele relaties tussen een man en een vrouw op verschillende manieren (coniugium, vir e uxor, concubinatus, nuptiae en matrimonium). Alle hadden specifieke rechtsgevolgen waarvan er in het latere recht soms enkele werden overgenomen. Kinderen en alle andere familieleden stonden onder de potestas van de pater familias. Ze konden op geen enkele leeftijd trouwen zonder de toestemming van het familiehoofd. Later werd dit afgezwakt en kwam er meer persoonlijke autonomie. De vrouw stond na het huwelijk onder voogdij van de man. Deze rechtsfiguur heeft eeuwenlang in vele rechtssystemen in meer of mindere mate bestaan, in België en Nederland tot in de 1950er jaren. Bloedverwantschap vormde tot in de vierde graad een beletsel, wat het neef-nichthuwelijk uitsloot.
Van circa 500 tot 1100 gold in delen van West-Europa het Germaans huwelijksrecht, dat grotendeels gewoonterecht was.

### Kerkelijk recht, religieuze tradities
Vanaf de 12e eeuw begon het concept van het huwelijk zoals we dat nu kennen zich te ontwikkelen binnen de Rooms-Katholieke Kerk, het was een sacrament. Regels werden uitgewerkt in het canoniek recht, de benedictijnse kerkjurist Gratianus vond bijvoorbeeld het principe van de instemming van het paar belangrijk bij de formalisatie van het huwelijk, hij legde een uitgebreid concept vast in zijn boek Decretum Gratiani. De regel Twee geloven op één kussen, daar slaapt de duivel tussen komt van hem. Hij stelde dat huwelijken tussen Christenen enerzijds en Joden en heidenen anderzijds, verboden moeten worden. De Kerk nam de Romeinse regels rond bloedverwantschap over en dreef het aantal verboden graden in de 9e eeuw op tot zeven. Dit was in het bijzonder hinderlijk voor families met grootgrondbezit, die echter dispensaties kon kopen, waardoor onder andere ook veel grond in handen van de kerk kwam. Het Vierde Lateraans Concilie bracht in 1215 enige mildering. Een andere kerkelijke regel met grote impact betrof de vereisten rond leeftijd en toestemming. In navolging van Lombardus maakte het canoniek recht in de 12e eeuw de toestemming van de trouwers tot een noodzakelijke en voldoende voorwaarde voor het huwelijk (Sufficiat solus consensus eorum, de quorum coniunctionibus agitur). Huwbare leeftijd en de huwelijksmeerderjarigheid vielen voortaan samen: voor de jongen veertien jaar en voor het meisje twaalf. Dit werd bevestigd door het Concilie van Trente. Het gebrek aan ouderlijke toestemming werd weliswaar als een zonde aangemerkt, maar tastte de geldigheid van het huwelijk niet aan.
Monogamie is de norm in christelijke culturen, en ligt ook meestal vast in het burgerlijk recht. Het christendom erfde deze norm van de Griekse en Romeinse beschavingen. In het Oude Testament is polygamie voor mannen evenwel normaal, en zowel Abraham als Koning David hadden meer dan een vrouw. De Islam staat een man toe tot vier vrouwen te huwen, op voorwaarde dat hij ze rechtvaardig kan behandelen. Ook in het christendom werd polygamie soms als het mindere kwaad beschouwd ten opzichte van het veel ergere overspel; toen Filips I van Hessen tegen Maarten Luther klaagde dat het gearrangeerde huwelijk met zijn echtgenote Christina van Saksen hem tot overspel dreef, raadde Luther hem aan in het geheim een tweede vrouw te huwen.

### Burgerlijk recht

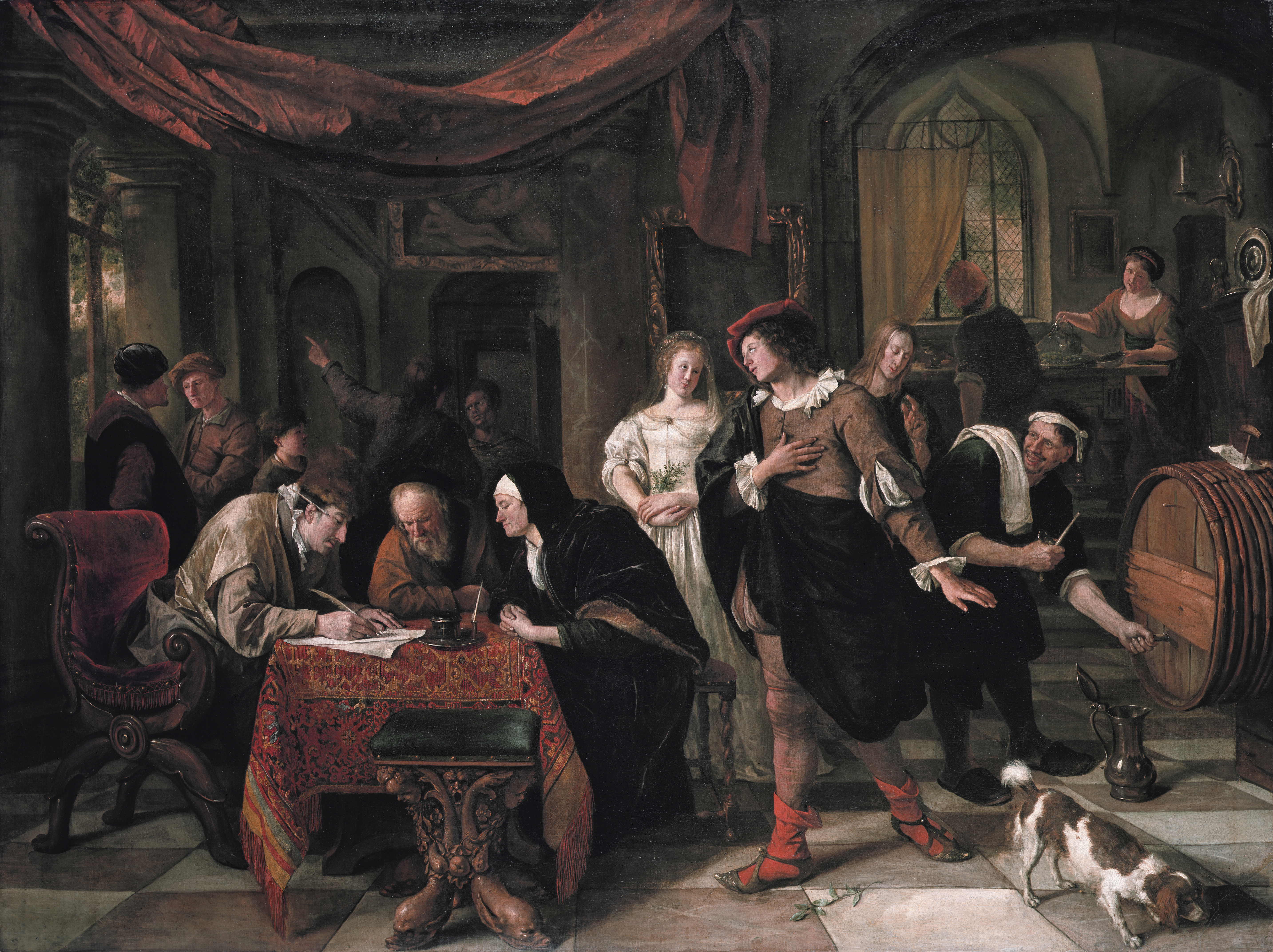
Het huwelijk van Tobias en Sarah, Jan Steen, omstreeks 1650

Vanaf de 16e eeuw werd het huwelijksconcept van de kerk overgenomen in het burgerlijk recht van verschillende landen. De filosoof en rechtsgeleerde Hugo de Groot omschreef het als “een verzameling van man ende wijf tot een gemeen leven, medebrengende een wettelick gebruick van malkanders lichaem”. Tot het einde van de 18e eeuw werden huwelijken kerkelijk ingezegend maar families met bezit of enig vermogen sloten voorafgaand aan de kerkelijke huwelijkssluiting overeenkomsten waarin de voorwaarden en gevolgen van een huwelijk, waaronder de erfopvolging, werden geregeld. De ondertekening was in bijvoorbeeld Frankrijk in de 18e eeuw een feestelijke plechtigheid. Het wereldlijke recht regelde het huwelijksvermogensrecht of strafbaar gedrag.
Onder invloed van de Verlichting kwam er eind 18e eeuw verandering in de heersende rol van het kerkelijk recht. Keizer Jozef II stelde in 1784 een verordening over het huwelijk in, geldig in de Zuidelijke Nederlanden. Het huwelijk werd niet langer aanzien als een sacrament maar als een burgerlijk contract. Toch bleef het kerkelijk huwelijk met als doel voortplanting en zonder mogelijkheid op echtscheiding de regel. Enkel tussen niet-katholieke echtgenoten werd een echtscheiding mogelijk. In de wetgeving na de Franse Revolutie werd het huwelijk gegrond op het natuurrecht met zo weinig mogelijk restricties. Het huwelijk had niet meer de voortplanting als doel en echtscheiding werd mogelijk. In het Burgerlijk Wetboek van Napoleon werd hier deels op teruggekomen maar bleef het huwelijk een burgerlijke instelling.
Voor wat de leeftijd betreft, bestaan in Europa drie parallelle tradities. In West-Europa huwden partners relatief laat en met een klein leeftijdsverschil. In Oost-Europa waren de partners traditioneel jonger. In het middellandse-zeegebied was de bruid typisch beduidend jonger dan de bruidegom. Elders in de wereld waren kindhuwelijken niet ongebruikelijk, waarbij ofwel elk van de echtelieden bij zijn of haar ouders bleef wonen tot aan de geslachtsrijpheid van de bruid, of de bruid bij haar schoonouders ging wonen om vertrouwd te worden met de regels en gebruiken van de familie van haar echtgenoot. In het traditionele China sinds de Song-dynastie (960-1279) vonden 20% van de huwelijken plaats onder het systeem van T'ung yang-shi: een meisje werd als baby of als peuter weggegeven om te worden opgevoed tot latere bruid voor de zoon des huizes. In India steeg tussen 1921 en 1931 het aantal kindbruiden van 8 565 357 naar 12 271 595; daarbij gold echter vaak het systeem van gauna waarbij de bruid tot aan haar geslachtsrijpheid werd opgevoed in het huis van haar eigen ouders.
Vanaf de latere decennia van de twintigste eeuw wordt de term huwelijk in sommige landen en in sommige kringen ook in toenemende mate geaccepteerd als benaming voor homoseksuele verbintenissen. Andere landen zoals Letland, definiëren het huwelijk in hun grondwet als een verbintenis tussen één man en één vrouw.
In april 2001 respectievelijk juni 2003 hebben Nederland en België als eerste landen ter wereld het huwelijk juridisch opengesteld voor mensen van hetzelfde geslacht, ongeacht seksuele voorkeur. Het is dus niet meer gekoppeld aan traditionele kenmerken zoals '(potentiële) vruchtbaarheid' en 'twee verschillende geslachten'; daarvoor kan de term heterohuwelijk worden gebruikt.

## Redenen om te trouwen

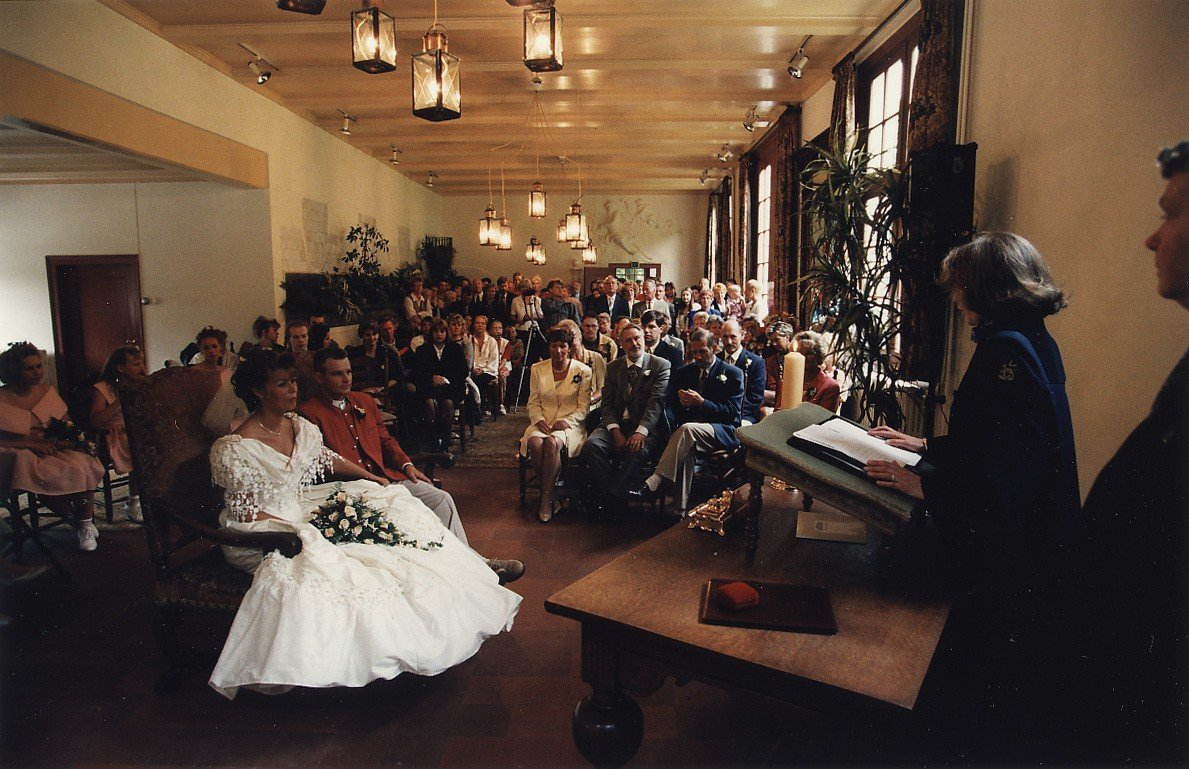
Burgerlijk huwelijk met de ambtenaar burgerlijke stand op locatie. Beeckestijn, Velzen, NH, 1996, foto Poppe de Boer.

Partners kunnen verschillende motieven hebben om een huwelijk aan te gaan:
- Liefde; de twee partners houden van elkaar en willen hun hele leven bij elkaar blijven, en vinden gevoelsmatig dat daar een huwelijk bij hoort.
- Kinderen; de partners willen (in de toekomst) samen kinderen krijgen; soms is er een kind op komst (een moetje) en wil men dit goed regelen.
- Verbinding; men trouwt vanwege het symbool van verbintenis.
- Religie; sommige partners geloven dat hun relatie niet compleet is zonder Gods zegen (kerkelijk huwelijk).
- Rechtszekerheid; men wenst de betreffende materiële en/of ideële rechten (zie onder), en/of men wenst de partner deze rechten te verlenen.
- Huisvesting, het verkrijgen van woonruimte en bijvoorbeeld een hypothecaire lening kan eenvoudiger zijn als er sprake is van een huwelijk. In sommige landen bestaat er ook 'wettelijk samenwonen', wat dan dezelfde voordelen geeft.
- Beroep; in sommige beroepen is het verdacht als je niet getrouwd bent.[bron?] In moslimlanden is het handiger om getrouwd te zijn dan om ongetrouwd samen te wonen, dus als je daar voor je beroep moet zijn is een huwelijk een overweging. Soms hebben getrouwden ook voordelen binnen hun beroep.
- Belasting; soms is een huwelijk fiscaal voordelig.
- Naturalisatie; een huwelijk, hetzij uit idealisme, hetzij tegen vergoeding, waardoor de partner wordt genaturaliseerd (schijnhuwelijk), maar waarbij partners niet de intentie hebben als gehuwden te gaan leven.

## Verloving
Het huwelijk kan beginnen met een huwelijksaanzoek en, als dit aanvaard wordt, een verloving, inclusief een verlovingsring. Er kan gesproken worden over een bruidsschat.

## Burgerlijk huwelijk of geregistreerd partnerschap (Nederland)
Het burgerlijk huwelijk of geregistreerd partnerschap kan onder voorwaarden worden gesloten tussen twee personen van gelijk of verschillend geslacht.

### Godsdienstig huwelijk
Het eerst of uitsluitend sluiten van een godsdienstig huwelijk, bijvoorbeeld een kerkelijk huwelijk of een Islamitisch huwelijk, is in Nederland niet toegestaan: Geen godsdienstige plechtigheden zullen mogen plaats hebben, voordat de partijen aan de bedienaar van de eredienst zullen hebben doen blijken, dat het huwelijk ten overstaan van de ambtenaar van de burgerlijke stand is voltrokken. De bedienaar van de godsdienst die, voordat partijen hem hebben doen blijken dat hun huwelijk ten overstaan van de ambtenaar van de burgerlijke stand is voltrokken, enige godsdienstige plechtigheid daartoe betrekkelijk verricht is strafbaar, bij herhaling kan zelfs gevangenisstraf worden opgelegd.

### Wet elektronische dienstverlening burgerlijke stand[11]
Sinds 1 september 2015 is de wet elektronische dienstverlening burgerlijke stand ingevoerd. Sindsdien kunnen bruids- en partnerschapsparen zich rechtstreeks tot de ambtenaar van de burgerlijke stand van de huwelijks- of partnerschapsgemeente wenden om het voornemen om in het huwelijk te treden of een partnerschap te registreren kenbaar te maken. Een uitzondering geldt voor burgers die beiden in het buitenland wonen en waarvan één de Nederlandse nationaliteit bezit. Deze moeten zich tot de ambtenaar van de burgerlijke stand van de gemeente Den Haag wenden. De melding kan schriftelijk of in persoon gedaan worden. Hiermee is de aangifte van het voorgenomen huwelijk of geregistreerd partnerschap ('ondertrouw') komen te vervallen.
Bij de melding verklaart de burger de benodigde gegevens en hoeft deze geen bewijsstukken meer te overleggen als deze zijn geregistreerd in de Basisregistratie Personen. De ambtenaar van de burgerlijke stand toetst deze melding. Daar waar twijfel bestaat of documenten ontbreken kan en zal hij om aanvullende documenten vragen, zoals een nooit eerder getoonde buitenlandse geboorteakte of een bewijs van echtscheiding uit het buitenland.
Het oude artikel 1:43 BW werd op 1 september 2015 ingetrokken. Dit had tot gevolg dat het met ingang van die datum mogelijk werd dat iedere vreemdeling, ongeacht waar hij ter wereld woont, in iedere gemeente in Nederland moest worden toegelaten tot een huwelijk. Pas na inwerkingtreding van de Wet tegengaan huwelijksdwang (zie hieronder) is deze onwenselijkheid hersteld.
Met ingang van 1 september 2015 kwam ook de M46-procedure te vervallen. Dit betrof een controle van de IND en de vreemdelingenpolitie om huwelijken tegen te gaan met als doel (een sterker) verblijfsrecht in Nederland te verkrijgen. In de nieuwe procedure moet de echtgenoot die niet de Nederlandse nationaliteit bezit of rechtmatig in Nederland verblijft met een verblijfsrecht voor onbepaalde tijd, nu een verklaring overleggen. Deze verklaring bevat:
- een verklaring dat het huwelijk niet wordt aangegaan met het oogmerk om (sterker) verblijfsrecht in Nederland te verkrijgen;
- een verklaring over het verblijfsrecht van de aanstaande echtgenoot die niet de Nederlandse nationaliteit bezit.

Is de ambtenaar van de burgerlijke stand van oordeel dat er sprake is van schijn dan zal hij zijn medewerking aan dit huwelijk nog steeds moeten weigeren.

### Wet tegengaan huwelijksdwang[12]
Op 5 december 2015 is de Wet tegengaan huwelijksdwang ingevoerd. De wet maakt het moeilijker om in Nederland een gedwongen huwelijk te sluiten door onder meer uitzonderingen op het leeftijdsvereiste af te schaffen, extra eisen te stellen aan huwelijken tussen bloedverwanten in de derde en vierde graad (bijvoorbeeld oom en nicht of neef en nicht), en erkenning te onthouden aan in het buitenland gesloten polygame huwelijken.
Onder de oude wetgeving kon de minister van Justitie om gewichtige redenen dispensatie verlenen aan personen die de leeftijd van 18 jaar nog niet hadden bereikt. 16- en 17-jarigen konden zonder meer in het huwelijk treden als de vrouw zwanger of reeds bevallen was. Deze uitzonderingen zijn met de Wet tegen huwelijksdwang komen te vervallen. Beide partners moeten thans minimaal 18 jaar zijn om in Nederland te kunnen trouwen, en in het buitenland gesloten kinderhuwelijken worden geacht in strijd te zijn met de openbare orde en niet meer van rechtswege in Nederland erkend; de echtgenoten kunnen alsnog erkenning verzoeken wanneer zij beiden de leeftijd van 18 jaar hebben bereikt.
Bloedverwanten in de derde (oom/nicht) of vierde graad (neef/nicht) kunnen alleen nog trouwen als zij ieder bij de ambtenaar van de burgerlijke stand een beëdigde verklaring afleggen dat zij uit vrije wil in het huwelijk treden. Aan polygame huwelijken wordt erkenning onthouden als een van de echtgenoten ten tijde van de huwelijkssluiting de Nederlandse nationaliteit bezat, in Nederland zijn gewone verblijfplaats had of reeds getrouwd was met of geregistreerd partner was van een persoon die de Nederlandse nationaliteit bezat. Als het huwelijk zijn polygame karakter heeft verloren komt het alsnog voor erkenning in aanmerking.

## Burgerlijk huwelijk (België)

### Geslacht
Een huwelijk kan worden aangegaan door twee personen van verschillend of van hetzelfde geslacht (art. 143 van het Burgerlijk Wetboek). Het homohuwelijk is in België bijgevolg toegelaten.

### Leeftijd
Niemand mag een huwelijk aangaan voor hij de leeftijd van achttien jaar heeft bereikt (art. 144 van het Burgerlijk Wetboek). Om gewichtige redenen kan de jeugdrechtbank het verbod om voor achttien jaar een huwelijk aan te gaan opheffen (art. 145 van het Burgerlijk Wetboek).

### Toestemming
Onderlinge toestemming is een van de voorwaarden voor een geldig huwelijk.
Er is geen huwelijk wanneer, ondanks de gegeven formele toestemmingen tot het huwelijk, uit een geheel van omstandigheden blijkt dat de intentie van minstens een van de echtgenoten kennelijk niet is gericht op het tot stand brengen van een duurzame levensgemeenschap, maar enkel op het bekomen van een verblijfsrechtelijk voordeel dat is verbonden aan de staat van gehuwde (art. 146bis van het Burgerlijk Wetboek). In dit laatste geval zou sprake zijn van een schijnhuwelijk.
Er is evenmin een huwelijk wanneer het wordt aangegaan zonder vrije toestemming van beide echtgenoten en de toestemming van minstens een van de echtgenoten werd gegeven onder geweld of bedreiging (art. 146ter van het Burgerlijk Wetboek).
Zonder toestemming van zijn ouders mag een minderjarige geen huwelijk aangaan (art. 148 van het Burgerlijk Wetboek).

### Polygamieverbod
Men mag geen tweede huwelijk aangaan voor de ontbinding van het eerste (art. 147 van het Burgerlijk Wetboek).

### Incestverbod
Het huwelijk is (in België) verboden tussen alle bloedverwanten in de rechte opgaande en nederdalende lijn en de aanverwanten in dezelfde lijn (art. 161 van het Burgerlijk Wetboek). De Koning kan, om gewichtige redenen, het verbod voor aanverwanten opheffen (cf. art. 164 van het Burgerlijk Wetboek).
In de zijlijn is het huwelijk verboden tussen broers, tussen zusters of tussen broer en zuster (art. 162 van het Burgerlijk Wetboek).
Het huwelijk is ook verboden tussen oom en nicht of neef, of tussen tante en nicht of neef (art. 163 van het Burgerlijk Wetboek). De Koning kan, om gewichtige redenen, dit verbod opheffen (art. 164 van het Burgerlijk Wetboek).
Een vergelijkbare regeling geldt voor adoptieve verwantschap (art. 353-13 BW) voor wat de rechte lijn betreft en de tweede graad van de zijlijn (al kan de geadopteerde wel zonder huwelijksbeletsel huwen met een ascendent van de adoptant). Opvallend is dat er een absoluut huwelijksbeletsel bestaat voor een huwelijk tussen de adoptant en de geadopteerde of zijn afstammelingen. Deze kunnen dus wel een kerkelijk huwelijk aangaan (mits hun een dispensatie wordt toegekend), maar geen burgerlijk huwelijk. Aangezien een kerkelijk huwelijk in België evenwel steeds voorafgegaan moet worden door een burgerlijk huwelijk, is dat kerkelijk huwelijk wel illegaal en strafbaar. Omdat deze regel in de Grondwet zelf staat, kan het Grondwettelijk Hof deze regel niet toetsen aan het gelijkheidsbeginsel.

### Putatief huwelijk
Een putatief huwelijk (Frans: mariage putatif) is een rechtsfiguur in het Belgisch burgerlijk recht waarbij een nietig huwelijk alsnog rechtsgevolgen kan hebben.
Een nietig huwelijk heeft niettemin rechtsgevolgen ten aanzien de echtgenoten, op voorwaarde dat ze het huwelijk te goeder trouw zijn aangegaan (art. 201, eerste lid oud BW). Is slechts een van beide echtgenoten het huwelijk te goeder trouw aangegaan, dan speelt het putatief huwelijk enkel voor die echtgenoot (art. 201, tweede lid oud BW).
Ook ten aanzien van de kinderen die uit dit nietig huwelijk zijn geboren, heeft het huwelijk niettemin gevolgen in hun voordeel, zelfs als geen van beide echtgenoten te goeder trouw geweest (art. 202 oud BW).
Een schijnhuwelijk kan met andere woorden geen putatief huwelijk zijn ten aanzien van de te kwader trouwe echtgeno(o)t(en), maar wel ten aanzien van de kinderen.

## De huwelijkssluiting
Veel mensen maken van de bruiloft een grote gebeurtenis, die vaak maanden van tevoren moet worden geregeld. Maar niet iedereen doet dat. Van stiekem trouwen wordt gesproken als twee mensen hun omgeving achteraf, of in het geheel niet, in kennis stellen van een gesloten huwelijk. Er worden dan bijvoorbeeld kaartjes rondgestuurd met de tekst "We zijn getrouwd in Las Vegas".
Een meer organisatorische trend is het openen van een website voor het bruidspaar. Deze site kan in de aanloopfase naar het huwelijk een informerend karakter hebben en later dienen als fotoalbum. Meestal wordt deze site door de ceremoniemeester geopend.
Tevens is het inhuren van een huwelijksplanner een uitkomst bij het organiseren van een grote bruiloft. De huwelijksplanner kan ook op de grote dag zelf als ceremoniemeester fungeren. Het beroep huwelijksplanner is overgewaaid uit Amerika, maar wordt ook in Nederland steeds vaker in de arm genomen.
Zaken waar aan gedacht moeten worden zijn bijvoorbeeld de trouwzaal, bruidskleding, corsage, ringen, het bruidsmeisje en de huwelijksfotograaf.
Voor het huwelijk is er soms een vrijgezellenfeest.

## De huwelijksdag
De trouwlocatie of trouwzaal waar een huwelijk wordt gesloten, hangt af van het land en de geldende cultuur. Bij een religieus huwelijk vindt deze plaats in het aan de eredienst gewijde gebouw, bijvoorbeeld tijdens een mis. Vroeger werd een burgerlijk huwelijk in Nederland alleen in het gemeentehuis gesloten, maar tegenwoordig kan het College van Burgemeester en Wethouders ook andere trouwlocaties aanwijzen, die hierdoor 'Huis der Gemeente' worden en op het moment van voltrekken openbaar moeten zijn.
De (al dan niet buitengewoon) ambtenaar van de burgerlijke stand, de trouwambtenaar, sluit het burgerlijk huwelijk. Als aandenken kunnen de echtelieden het trouwboekje ontvangen, waarin de kinderen bijgeschreven kunnen worden wanneer die bij een ambtenaar van de burgerlijke stand worden aangegeven. Het trouwboekje wordt ook wel het boterbriefje genoemd.
Het burgerlijk huwelijk moet in Nederland worden bijgewoond door minimaal twee of maximaal vier meerderjarige getuigen. Na het burgerlijk huwelijk volgt, indien daarvoor wordt gekozen, het kerkelijk huwelijk. De huwelijksdag wordt meestal afgesloten met een bruiloftsfeest.

## Tijdens het huwelijk
De eerste weken van het huwelijk worden de wittebroodsweken genoemd. Soms is er ook een huwelijksreis.

### Rechten en plichten

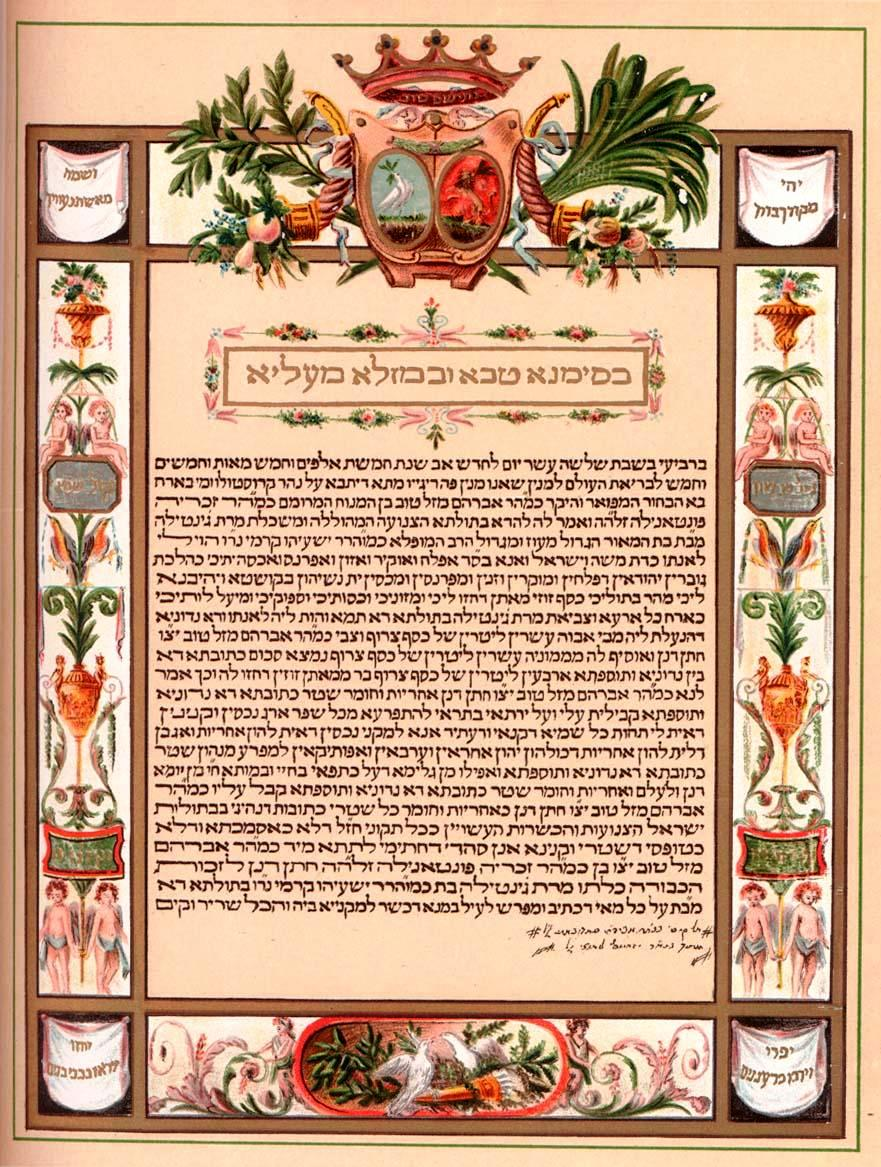
Een ketoeba, joods huwelijkscontract

De huwelijkse staat en het geregistreerd partnerschap omvat allerlei rechten en plichten, bijvoorbeeld een onderhoudsplicht.

### Huwelijksvermogensrecht
Het huwelijksvermogensrecht wordt in de meeste westerse landen geregeld door het burgerlijk recht.
Bij Nederlandse huwelijken gesloten voor 2018, ontstond vanaf het moment dat het huwelijk is voltrokken een algehele gemeenschap van goederen. Men kon hiervoor wel voor het huwelijk bij notariële akte met elkaar huwelijkse voorwaarden overeenkomen.

Vanaf 2018 geldt een beperkte gemeenschap van goederen.
In België geldt dan het wettelijk huwelijksvermogensstelsel: goederen die men bij aanvang van het huwelijk heeft, blijven eigen goederen. Vermogenstoename tijdens het huwelijk is gemeenschappelijk. Hiervan kan men afwijken door een huwelijksovereenkomst te sluiten. Dit komt overeen met wat mondiaal gebruikelijk is.

## Huwelijksvormen
Het burgerlijk huwelijk is het wettelijke huwelijk. Het is in Nederland geregeld in Boek 1 van het Burgerlijk Wetboek (Personen- en familierecht). Daarin zijn ook de rechten en verplichtingen opgenomen die bij een huwelijk, maar ook na ontbinding van een huwelijk, gelden.
In veel landen is de voltrekking van een huwelijk een godsdienstige ceremonie. In Nederland en België wordt een huwelijk officieel voltrokken tijdens een civiele ceremonie, meestal in het gemeentehuis. Daarna kan eventueel een godsdienstige plechtigheid volgen.

### Christelijk huwelijk
De opvattingen over het huwelijk zijn in protestantse en katholieke kringen verschillend. Katholieken beschouwen de civiele ceremonie louter als een wettelijke verplichting. Voor hen wordt het huwelijk aangegaan tijdens de huwelijksmis. De katholieke leer stelt het huwelijk voor als verbond, waarbij man en vrouw een levenslange gemeenschap met elkaar vormen, die uit haar natuurlijke aard gericht is op het welzijn van de echtgenoten en op het voortbrengen en opvoeden van kinderen. "Voor een christen is het huwelijk niet simpelweg een maatschappelijke instelling, laat staan een remedie voor de menselijke zwakheid: het is een authentieke bovennatuurlijke roeping. De heilige Paulus noemt het een groot sacrament in Christus en de Kerk (Ef. 5, 32), en tegelijkertijd en onafscheidelijk daarmee verbonden is het een contract dat man en vrouw voor altijd met elkaar aangaan want, of we willen of niet, het door Christus ingestelde huwelijk is onontbindbaar." Dit is door Paus Johannes Paulus II uitvoerig uitgewerkt in de Theologie van het Lichaam. Om deze reden verlangt de Katholieke kerk van de toekomstige echtparen dat ze het huwelijk voorbereiden, meestal door middel van een huwelijkscursus.
Bij protestanten wordt het huwelijk in het gemeentehuis voltrokken. Daarna vragen ze tijdens een godsdienstoefening om Gods zegen – zij spreken dan ook van inzegenen.

### Joods huwelijk
Het joodse huwelijk bestaat uit diverse rituelen en vindt plaats onder een choepa. Het formele deel bestaat uit het tekenen van de huwelijksakte, de ketoeba.

### Islamitisch huwelijk
Bij het huwelijk volgens de islam wordt een huwelijksakte gemaakt. In de akte wordt onder andere de bruidsschat vermeld. Een imam voltrekt het huwelijk. Het huwelijk in de islam is alleen toegestaan tussen een moslimman en -vrouw, of een moslimman met een christelijke of joodse vrouw [Zie Koran 5:5]. Moslimvrouwen is het niet niet toegestaan om met een man van een andere religie te trouwen. In de jurisprudentie van de islam zijn er ook andere voorwaarden om een geldig huwelijk te hebben. De Islam verbiedt huwelijken tussen twee mensen van hetzelfde geslacht.

### Ceremonieel huwelijk
Nieuw op dit gebied is het ceremonieel huwelijk: dit is een uitbreiding op het wettelijke huwelijk, die dieper ingaat op de trouwgeloftes van het paar. Het wettelijk huwelijk is puur een registratie van de regels en plichten die het paar overeen zijn gekomen en die de wet aan het huwelijk stelt. In het Nederlands wetboek staat nergens dat er een toespraak gehouden dient te worden door de burgerlijke stand. Het ceremonieel huwelijk vult deze 'zakelijke transactie' aan door zich meer op de inhoud van de ceremonie te richten. Symbolische rituelen, huwelijksgeloften, ringgeloften kunnen daar onderdeel van zijn. Het wettelijke huwelijk is het zakelijke gedeelte en het ceremonieel huwelijk is het emotionele gedeelte van de huwelijksplechtigheid. Het ceremonieel huwelijk kan voor of na de wettelijke registratie plaatsvinden. Het is niet gebonden aan de wet en is daarmee niet gebonden aan locatie, datum of tijd. Het ceremonieel huwelijk kan dus op elke gewenste locatie plaatsvinden en op elk tijdstip.

### Homohuwelijk
Het homohuwelijk is de term die in de volksmond wordt gebruikt voor een huwelijk tussen mensen van gelijk geslacht. Dit was als formeel burgerlijk huwelijk in Nederland tot 2001 niet mogelijk. In de moderne geschiedenis is Nederland het eerste land in de wereld geweest waar het huwelijk juridisch opengesteld werd voor paren van gelijk geslacht. België liet dit in 2003 als tweede land in de wereld toe, en geleidelijk aan volgden andere westerse landen, waaronder Spanje en Canada. Tegenwoordig kunnen ook in de Verenigde Staten personen van hetzelfde geslacht trouwen, zij het dat het tot 26 juni 2015 nog niet in alle staten mogelijk was.
In Nederland, België, Spanje, Canada, Zuid-Afrika, Noorwegen, Zweden, Portugal, IJsland, Argentinië, Denemarken (ook Groenland en de Faeröer), Brazilië, Frankrijk, Uruguay, Nieuw-Zeeland, Luxemburg, de Verenigde Staten, Ierland, Colombia, Finland, Malta, Duitsland, Australië, Oostenrijk, Taiwan en Ecuador is het wettelijke huwelijk inmiddels ook mogelijk voor paren van gelijk geslacht. Het merendeel van het Verenigd Koninkrijk en 18 deelstaten in Mexico erkennen het homohuwelijk eveneens. Bovendien moet Costa Rica het huwelijk openstellen na een uitspraak van het Hooggerechtshof.

### Polygaam huwelijk
Wereldwijd komen monogame huwelijken tussen man en vrouw het meest voor, gevolgd door polygynie (een verbintenis van één man met meerdere vrouwen). Naast de meest gebruikelijke monogame huwelijksvorm (één man, één vrouw), zijn er de polygame vormen polygynie (één man, meerdere vrouwen) en polyandrie (één vrouw, meerdere mannen, meestal broers).
- Polygynie is de op een na meest voorkomende huwelijksvorm. Historisch kwam het voor in China, bij verschillende volkeren in Afrika en Polynesië en in het Oude Testament. In landen met een christelijke traditie is polygynie over het algemeen wettelijk verboden. In veel landen met een islamitische meerderheid is deze huwelijksvorm wettelijk toegestaan, maar ongebruikelijk of een vorm die men elkaar niet aanraadt. Turkije en Tunisië zijn de islamitische landen waar polygynie bij wet verboden is.
- Polyandrie is wereldwijd gezien zeldzaam en wordt geassocieerd met een leefgebied met veel schaarste of met een populatie waarin de sekse verhoudingen uit evenwicht zijn. In India komt dit bijvoorbeeld door het aborteren van meisjes. Polyandrie komt voor in Tibet, Zanskar (een streek in Noordwest-India), Nepal, bepaalde streken in China (met name Yunnan) en bij bepaalde stammen in Amerika en in Afrika, ten zuiden van de Sahara.

### Postuum huwelijk
Als alle formaliteiten die aan het huwelijk vooraf moeten gaan zijn afgehandeld, maar een van de partners overlijdt voor de geplande huwelijkssluiting, dan kan de overlevende volgens het Franse recht alsnog trouwen met zijn of haar overleden partner, mits de President van de Republiek hiervoor toestemming verleent wegens ernstige redenen. Als huwelijksdatum geldt dan de dag voor het overlijden, zodat de overlevende daarmee de status van weduwe of weduwnaar krijgt. Deze regeling werd voor het eerst toegepast toen een zwanger meisje trouwde met haar verloofde die was omgekomen bij de ramp met de Malpassetstuwdam.

### Trouwen met de handschoen
Trouwen met de handschoen is een huwelijk waarbij een van de partners niet aanwezig kan zijn en wordt vervangen door een gevolmachtigde.

### Andere vormen
In andere culturen ziet het huwelijk er ook vaak anders uit. Daarnaast bestaan er andere huwelijksvormen, bijvoorbeeld:
- Chinees huwelijk
- Gemengd huwelijk
- Hindoehuwelijk
- Kinderhuwelijk
- Morganatisch huwelijk
- Leviraatshuwelijk
- Verstandshuwelijk, een echtverbintenis die niet –of althans niet in de eerste plaats– is gebaseerd op liefde en wederzijdse genegenheid, maar veeleer op gemeenschappelijke (vaak geldelijke) belangen [24]

## Trends

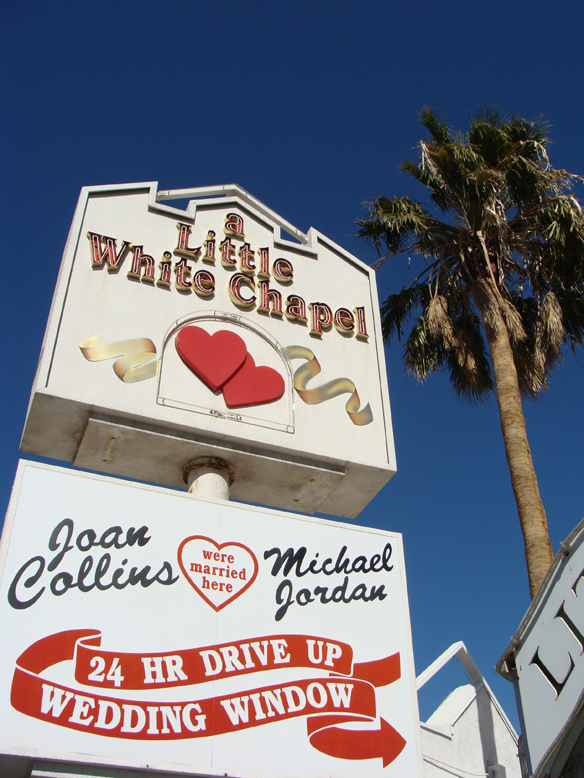
Trouwen in Las Vegas

In de tweede helft van de twintigste eeuw is in westerse landen het gemengd huwelijk steeds meer gemeengoed geworden.

## Huwelijksverjaardag
Een huwelijksverjaardag is een herdenking van de dag waarop het huwelijk is afgesloten. Deze dag wordt vaak gevierd met iets speciaals zoals een bloemetje of diner. Op de kroonjaren wordt ook wel een feest gegeven.

## Ontbinding van het huwelijk

### Katholiek huwelijk
Volgens het kerkelijk recht kan het huwelijk alleen ontbonden worden door de dood. Het huwelijk kan echter wel ongeldig worden verklaard, hetgeen kan geschieden door een uitspraak van een kerkelijke rechtbank op grond van verklaringen van een psychiater die een oordeel uitspreekt over een van de echtelieden, vaak zelfs zonder deze zelf gezien of gesproken te hebben.

### Nederland
Naar Nederlands recht eindigt het huwelijk door het overlijden van een van beide echtgenoten of door echtscheiding. In geval van langdurige vermissing na 5 jaar kan bij de rechtbank een verklaring van vermoedelijk overlijden worden aangevraagd. Het huwelijk kan daarna ontbonden worden.
Bij een echtscheiding moeten er ook zaken geregeld worden zoals alimentatie en, als er kinderen of huisdieren zijn, een omgangsregeling.

## Gezinshereniging
In veel landen bevat de wetgeving inzake immigratie speciale clausules voor de immigratie van buitenlandse echtgenoten van eigen onderdanen of van vreemdelingen die rechtmatig op de eigen bodem verblijven.
In Europa garandeert zowel de Europese Unie (via de gezinsherenigingsrichtlijn) als het Europees Hof voor de Rechten van de Mens (via de jurisprudentie inzake het Europees Verdrag voor de Rechten van de Mens, artikel 8) het recht op gezinshereniging.
Sinds de jaren 1990 wordt in het politieke discours rond de multiculturele samenleving steeds vaker een verband gelegd tussen internationale huwelijken bij minderheden en de moeilijkheid te integreren in het gastland. In dat kader hebben vele landen hun migratiewetgeving verstrengd om zo weinig mogelijk gezinshereniging toe te laten en toch de minimumnormen van de EU en het EHRM te respecteren. De Deense wetgeving gaat hierin het verst en is al door Britse en Nederlandse regeringen aangehaald als een voorbeeld om te volgen. Naast bezorgdheid over integratie of over de immigratie zelf, spelen hier ook argumenten over kinderhuwelijken en huwelijksdwang. Er bestaat evenwel weinig empirisch onderzoek over het verband tussen gezinshereniging en integratie.